# Jean-Armand de La Voue de Tourouvre
Jean-Armand de La Voue de Tourouvre  (né vers 1674 à Tourouvre et mort au Château de Salles-Curan le 18 septembre 1733), est un ecclésiastique, qui fut évêque de Rodez de 1716 à 1733.

## Biographie
Jean-Armand de La Voue de Tourouvre est originaire de Normandie. Il fait ses études au séminaire Saint-Magloire. Docteur en théologie, ordonné prêtre vers 1701, il poursuit sa formation auprès de l'archevêque de Rouen Jacques Nicolas Colbert et il devient grand archidiacre de Rouen et prieur commendataire de Saint-Philbert-sur-Risle. 
Il est désigné comme évêque de Rodez par le Régent en 1716. Confirmé le 8 juin 1718, il est consacré en juillet à Paris par le cardinal Louis-Antoine de Noailles. Il prend possession de son diocèse le 17 juillet 1719. Lors de la querelle de la bulle Unigenitus, très proche des jansénistes il s'oppose aux jésuites dans son diocèse et les chasse du séminaire. Il est parmi les douze évêques qui écrivent en 1728 une lettre au roi Louis XV pour prendre la défense de Jean Soanen condamné en 1727 par le « Concile d'Embrun ». L'évêque de Rodez finit par se rétracter le 25 septembre 1729. Il meurt le 18 septembre 1733 dans le château de Salles-Curan, manoir épiscopal des évêques de Rodez, et est inhumé dans une des chapelles.